# Walery Władysław Łoziński
Walery Władysław Daniel (Walerian) Łoziński (ur. 3 stycznia 1880 we Lwowie, zmarł 2 maja1944 w Krakowie) – polski geolog i geograf, doktor filozofii. We własnych publikacjach naukowych podpisywał się także jako W. Ritter von Łoziński.

## Życiorys
We Lwowie ukończył gimnazjum i Uniwersytet Lwowski. W 1902 uzyskał stopień doktora filozofii z zakresu geologii i geografii na podstawie rozprawy pt. „Limany i delty”. Potem wyjechał na krótki czas do Wiednia, gdzie studiował u prof. Albrechta Pencka i prof. Viktora Uhliga. Po I wojnie światowej przeprowadził się do Krakowa, gdzie w 1927 objął katedrę gleboznawstwa na Wydziale Rolniczym Uniwersytetu Jagiellońskiego. 
Jest autorem książki pt. „Ziemia i jej budowa”.
Walery W. Łoziński jest uznawany za twórcę terminu naukowego peryglacjał, a właściwie periglacjalna facya.
Został pochowany na cmentarzu Rakowickim w Krakowie.
Materiały archiwalne Walerego Władysława Łozińskiego znajdują się w Archiwum PAN w Warszawie pod sygnaturą III-34.